# アステカリターンズR
アステカリターンズRは、2004年にエレコが開発・販売したパチスロ機である。
- アステカシリーズ3代目の本機は、CT、REG非搭載のA+ST機。筐体や演出は、前作『アステカレジェンドR』を踏襲。
- BIGボーナスは、平均400枚弱獲得可能のノーマルBIGとほぼ711枚獲得可能のスーパーBIGとなっており、終了後は初代のCTルーレットが登場しWINに止まるとCTではなく確変突入となり次のBIGボーナスが保障される。
- 確変のループによる出玉は驚異的であるものの、本機はST機としては珍しく天井が存在せず1000Gハマリはザラで、一部で6000Gハマリが目撃されたこともあるらしい。さすがのアステカブランドも、このような激辛スペックではブランド名の後押しも効かず台自体がレア化してしまった。